# Георгиев, Александр Сергеевич

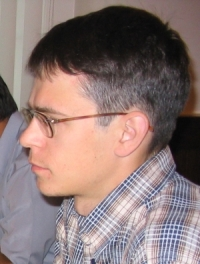

Александр Сергеевич Георгиев (род. 17 июля 1975, деревня Пятилипы, Новгородская область) — советский и российский шашист, десятикратный чемпион мира (не включая победы в составе сборной России), трёхкратный чемпион Европы, серебряный призёр чемпионата мира (2018) и чемпион Европы по фризским шашкам. Международный гроссмейстер.
Рекордсмен мира по количеству досок с часами на сеансе одновременной игры (45).
Выигрывал звание чемпиона России по международным шашкам во всех программах свыше 20 раз. В составе клубов «Башнефть» (Уфа) (прежнее название «Нефтяник» (Ишимбай)) — чемпион Европы (обладатель Кубка европейских чемпионов), России, в составе Mo&Z Volendam — чемпион Нидерландов.
Ведёт блог на сайте 64-100.com, внештатный корреспондент журнала «Шашечный мир» (Москва).
Разработал совместно с Александром Леманом систему проведения турниров, названную системой Лемана — Георгиева.

## Шашки-64
Бронзовый призёр чемпионата мира 2011 года. Выиграл Кубок России 2010 года в быстрой программе.

## Шашки-100
Десятикратный чемпион мира 2002, 2003, 2004, 2006, 2011, 2013 (дважды), 2015 (дважды), 2019. Трёхкратный чемпион мира среди юниоров (1992—1994), чемпион мира по быстрой игре (Нидерланды, 1999), чемпион мира по молниеносной игре (2014), 3-е место на чемпионате мира по блицу (Лондон, 1999), 2-е место на Всемирной Олимпиаде интеллектуальных игр (Лондон, 1999). В 2017 году в составе сборной России занял первое место на командном чемпионате Европы по международным шашкам.

## Результаты на чемпионатах мира и Европы
| Год  | Уровень | Место проведения         | Турнир/Матч                    | Счёт           | Место    |
| ---- | ------- | ------------------------ | ------------------------------ | -------------- | -------- |
| 1995 | ЧЕ      | Люблинец                 | Турнир                         | +12 =7 −0      | 1-е      |
| 1996 | ЧМ      | Абиджан                  | Турнир                         | +3 =7 −1       | 4-е      |
| 1999 | ЧЕ      | Хогезанд                 | Турнир                         | +4 =7 −4       | 8-е      |
| 2001 | ЧМ      | Москва                   | Турнир                         | +4 =10 −2      | 7-е      |
| 2002 | ЧЕ      | Домбург                  | Турнир (плей-офф)              |                | 2-е      |
| 2003 | ЧМ      | Якутск                   | Матч с Алексеем Чижовым        | +4 сета −1 сет | 1-е      |
| 2003 | ЧМ      | Звартслёйс               | Турнир                         | +6 =13 −0      | 1-е *    |
| 2004 | ЧМ      | Уфа / Ижевск             | Матч с Алексеем Чижовым        | +4 сета −1 сет | 1-е      |
| 2005 | ЧМ      | Амстердам                | Турнир                         | +1 =9 −1 **    | 9-е      |
| 2006 | ЧМ      | Якутск                   | Матч с Алексеем Чижовым        | не игрался     | 1-е      |
| 2006 | ЧЕ      | Бовец                    | Турнир (швейц. система)        | +4 =6 −0       | 1-е      |
| 2007 | ЧМ      | Харденберг               | Турнир                         | +5 =14 −0      | 3-е      |
| 2008 | ЧЕ      | Таллин                   | Турнир (швейц. система)        | +3 =6 −0       | 2-е      |
| 2009 | ЧМ      | Энсхеде, Твенте, Хенгело | Матч с Александром Шварцманом  |                | 2-е ***  |
| 2010 | ЧЕ      | Мужасихле                | Турнир (швейц. система)        | +4 =5 −0       | 1-е      |
| 2011 | ЧМ      | Эммелорд / Урк           | Турнир                         | +7 =12 −0      | 1-е      |
| 2012 | ЧЕ      | Эммен                    | Турнир (швейц. система)        | +2 =7 −0       | 8-е      |
| 2013 | ЧМ      | Таллин                   | Матч с Александром Шварцманом  |                | 1-е      |
| 2013 | ЧМ      | Уфа                      | Турнир                         | +4 =7 −0 **    | 1-е      |
| 2014 | ЧЕ      | Таллин                   | Турнир (швейц. система)        | +2 =7 −0       | 11-е     |
| 2015 | ЧМ      | Измир                    | Матч с Жаном Марком Нджофангом |                | 1-е **** |
| 2015 | ЧМ      | Эммен                    | Турнир                         | +6 =13 −0      | 1-е      |
| 2017 | ЧМ      | Таллин                   | Турнир                         | +1 =9 −1 **    | 7-е      |
| 2018 | ЧЕ      | Москва                   | Турнир (швейц. система)        | +5 =3 −1       | 2-е      |
| 2019 | ЧМ      | Ямусукро                 | Турнир                         | +9 =10 −0      | 1-е      |

* Поделил 1-3 места, победил в дополнительном блиц-турнире.
** В финале.
*** Основная часть матча закончилась вничью. Победитель определился в дополнительных матчах.
**** Равенство в классическом формате, преимущество в формате рапид.

## Биография
Начинал заниматься шашками в 7 лет в ленинградском городском дворце творчества юных. Первым тренером был Анатолий Свечников. В 12 лет увлёкся международными шашками. Ученик Сергея Маньшина. МС СССР (1990), международный гроссмейстер (1995). С 1996 года — ВС. В 1990-е — начале 2000-х годов жил и тренировался в Ишимбае. Тренер — Юрий Владимирович Черток. Сейчас проживает и тренируется в Санкт-Петербурге, тренер Верховых, Александр Олегович.
В интервью первый тренер Александра Георгиева сказал:
— Почему Александр несколько лет назад уехал из нашего города?
— Главная причина — в Петербурге не нашлось спонсоров. А в Ишимбае ему выделили квартиру, обеспечили необходимую финансовую поддержку.
В Башкортостане профессиональный шашечный спорт поддерживается на государственном уровне.
В 2003 году впервые чемпионами мира по международным шашкам среди мужчин и женщин стали представители России, а именно Башкортостана.
Из поздравительной телеграммы президента Башкортостана:
«Дорогой Александр Сергеевич!
Сердечно поздравляю Вас с выдающейся победой — завоеванием титула чемпиона мира по международным шашкам. Она достигнута в упорной борьбе с девятикратным чемпионом мира и является поистине исторической. Ваши успехи стали ещё одним убедительным доказательством высокого уровня развития физической культуры и спорта в республике, нашей школы шашечной игры. Это тем более значительно, что и титул чемпионки мира по международным шашкам вновь у нас.
Желаю Вам крепкого здоровья, счастья, новых блестящих побед в спорте во славу родного Башкортостана и всей России!
Президент Республики Башкортостан М. Рахимов».

## Семья
Супруга — Гузель Георгиева, гроссмейстер России, неоднократная чемпионка России.
У них двое детей: Сергей и Светлана.